# Ioan Mălăcescu

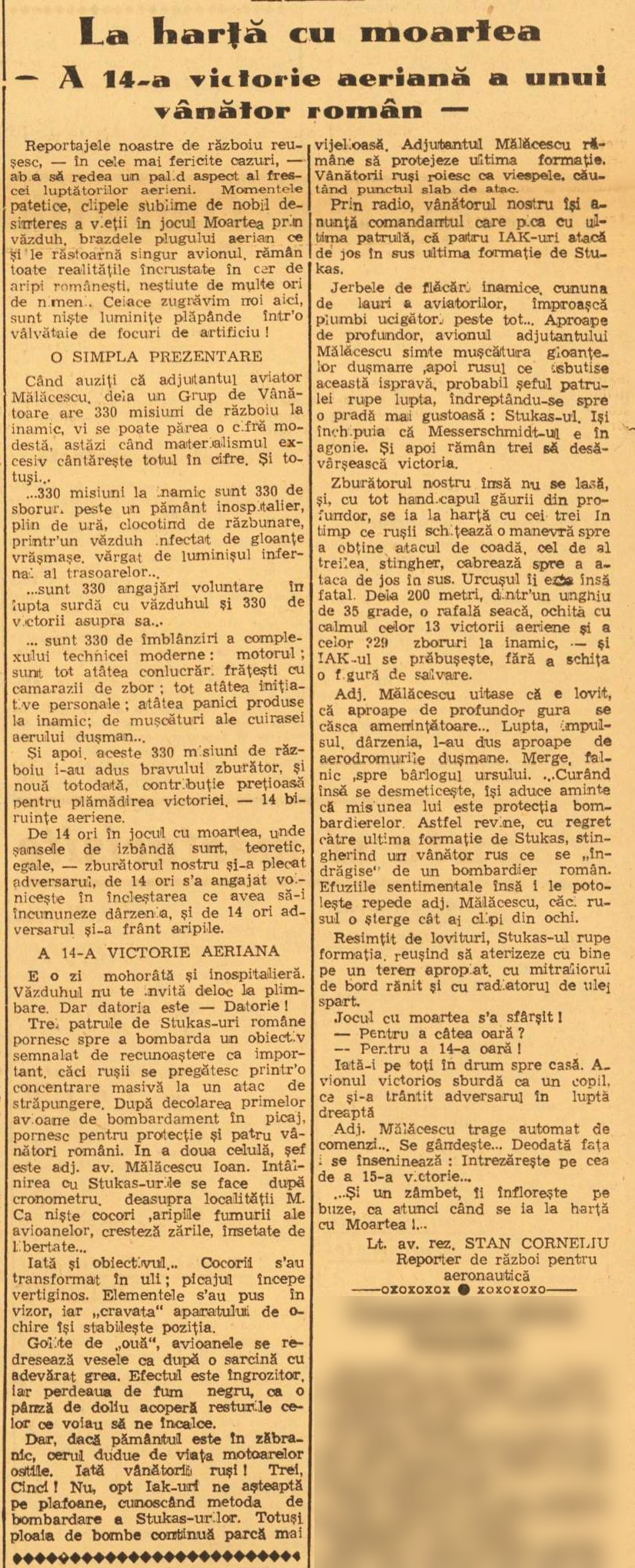
Articol "Curentul" despre adj.av. Ioan Malacescu

Ioan Mălăcescu (n. secolul al XX-lea – d. secolul al XX-lea) a fost un pilot român de aviație, as al Aviației Române din cel de-al Doilea Război Mondial.
Adjutantul stagiar av. Ioan Mălăcescu a fost decorat cu Ordinul Virtutea Aeronautică de război cu spade, clasa Crucea de Aur cu 2 barete (4 noiembrie 1941) „pentru eroismul dovedit în lupte aeriene: la Grigoriopol, unde a doborît două avioane sovietice și la Gnilyocov, unde a doborît un avion inamic. Are 63 ieșiri pe front.”, clasa Cavaler (16 februarie 1944) „pentru curajul și vitejia dovedite în luptele aeriene cu vânătoarea inamică, doborând 2 avioane și executând 124 misiuni pe front”, clasa Cavaler cu prima baretă (16 februarie 1944) „pentru curajul și vitejia dovedită în luptele aeriene cu vânătoarea inamică, când a executat 21 misiuni și a doborît 3 avioane inamice” și clasa Cavaler cu 2 barete (6 octombrie 1944).

## Decorații
- Ordinul „Virtutea Aeronautică” de Război cu spade, clasa Crucea de Aur cu 2 barete (4 noiembrie 1941)[1]
- Ordinul „Virtutea Aeronautică” cu spade, clasa Cavaler (16 februarie 1944)[2]
- Ordinul „Virtutea Aeronautică” cu spade, clasa Cavaler cu o baretă (16 februarie 1944)[2]
- Ordinul „Virtutea Aeronautică” cu spade, clasa Cavaler cu 2 barete (6 octombrie 1944)[3]